# Callicebus baptista
Callicebus baptista là một loài động vật có vú trong họ Pitheciidae, bộ Linh trưởng. Loài này được Lönnberg mô tả năm 1939.

## Hình ảnh

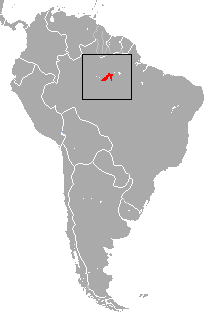